# 두 개의 연애
"두 개의 연애"는 2016년 4월 14일에 개봉한  대한민국의 영화이다.
총 관객수는 1,425명이다.

## 캐스팅
- 김재욱 : 인성 역
- 채정안 : 윤주 역
- 박규리 : 미나 역[1]
- 오희준 : 행랑채남 역
- 백도빈 : 지훈 역 (특별출연)
- 이준혁 : 카페 주인 역 (특별출연)